# ATP Nizza 1975
L'ATP Nizza 1975 è stato un torneo di tennis giocato sulla terra rossa. È stata la 4ª edizione del torneo, che fa parte del Commercial Union Assurance Grand Prix 1975. Si è giocato a Nizza in Francia dal 28 aprile al 4 maggio 1975.

## Campioni

### Singolare maschile
Dick Crealy ha battuto in finale  Iván Molina con il punteggio di 7–6, 6–4, 6–3.

### Doppio maschile
Marcelo Lara /  Joaquín Loyo-Mayo hanno battuto in finale  Iván Molina /  Jairo Velasco, Sr. con il punteggio di 7–6, 6–7, 8–6.